# Федченко, Иван Семёнович
Иван Семёнович Федченко (10 октября 1923, Сытное, Черниговская губерния — 23 октября 1987, Москва) — командир орудия противотанковой батареи 59-й гвардейской танковой бригады 8-го гвардейского танкового корпуса 40-й армии Воронежского фронта, гвардии старшина. Герой Советского Союза (1944).

## Биография
Родился 10 октября 1923 года в селе Сытное (ныне Середино-Будского района Сумской области Украины) в семье рабочего. Русский. Член ВКП(б)/КПСС с 1943 года. Окончил 10 классов школы № 600 в Москве.
В Красной Армии с июля 1941 года. С этого же времени на фронте. Сражался на Сталинградском, Юго-Западном, Северо-Западном, Воронежском, 1-м Украинском и 1-м Белорусском фронтах. Участвовал в битве под Москвой, Сталинградской и Курской битвах, форсировал Днепр, Вислу, освобождал Варшаву, штурмовал Берлин.
Командир орудия танковой роты 59-й гвардейской танковой бригады кандидат в члены ВКП гвардии старшина Иван Федченко в числе первых 26 сентября 1943 года в составе штурмовой группы переправился на правый берег реки Днепр. В бою за село Великий Букрин с 28 по 29 сентября уничтожил 3 противотанковых пушки, 2 миномёта противника, что позволило их роте успешно действовать при освобождении села.
Указом Президиума Верховного Совета СССР от 3 июня 1944 года за образцовое выполнение боевых заданий командования на фронте борьбы с немецко-фашистскими захватчиками и проявленные при этом мужество и героизм, гвардии старшине Федченко Ивану Семёновичу присвоено звание Героя Советского Союза с вручением ордена Ленина и медали «Золотая Звезда».
После войны продолжал службу в рядах Советской Армии.
С 1956 года капитан И. С. Федченко — в запасе. Жил в городе-герое Москве. Работал в торговом объединении. Являлся членом Московской секции Советского Комитета ветеранов войны. 
Скончался 23 октября 1987 года. Похоронен на Митинском кладбище города Москвы.
Награждён орденом Ленина, тремя орденами Отечественной войны I степени, орденом Отечественной войны II степени, двумя орденами Красной Звезды, медалями.

## Документы

Служебные документы
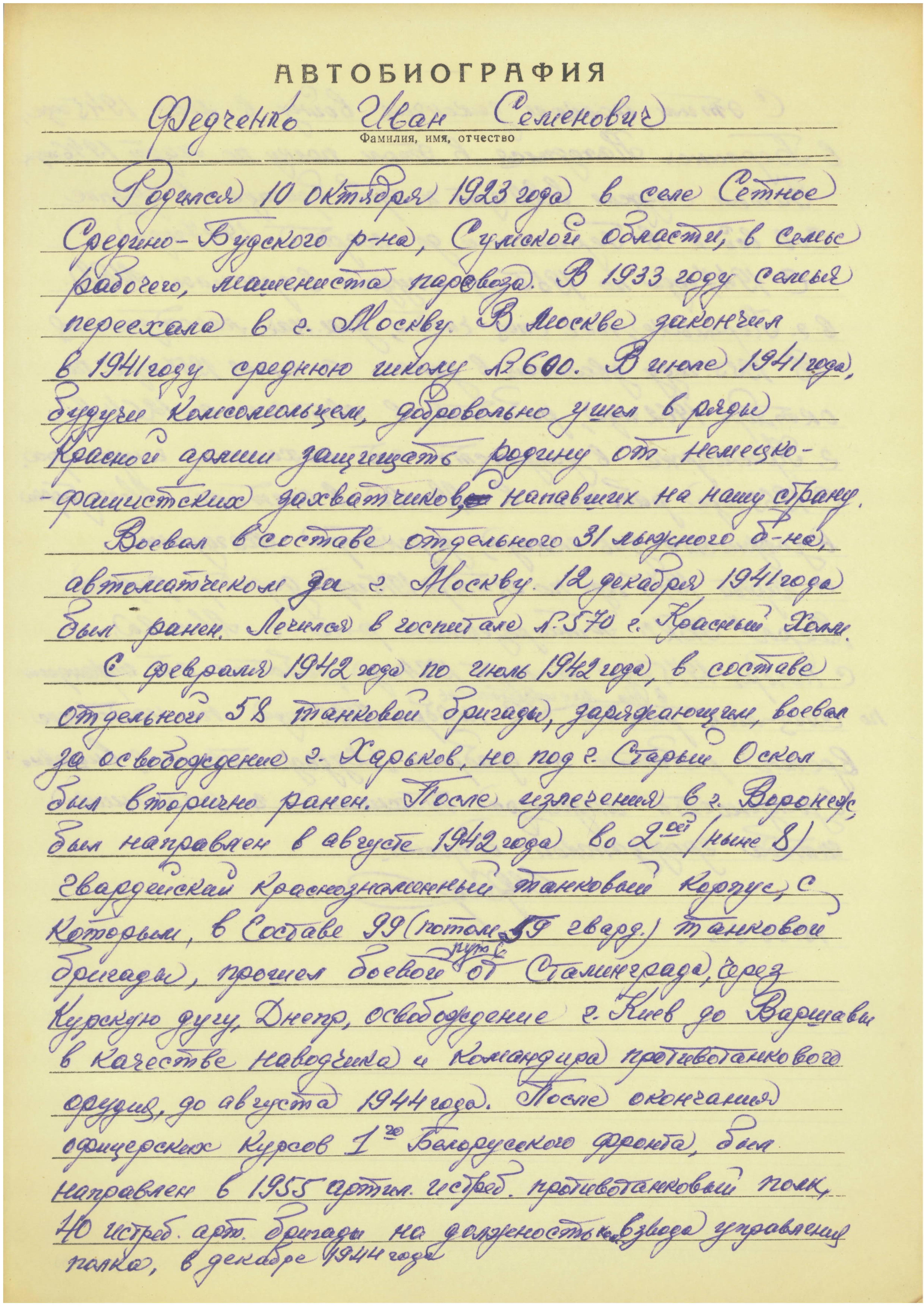
Автобиография И. С. Федченко, ч. 1
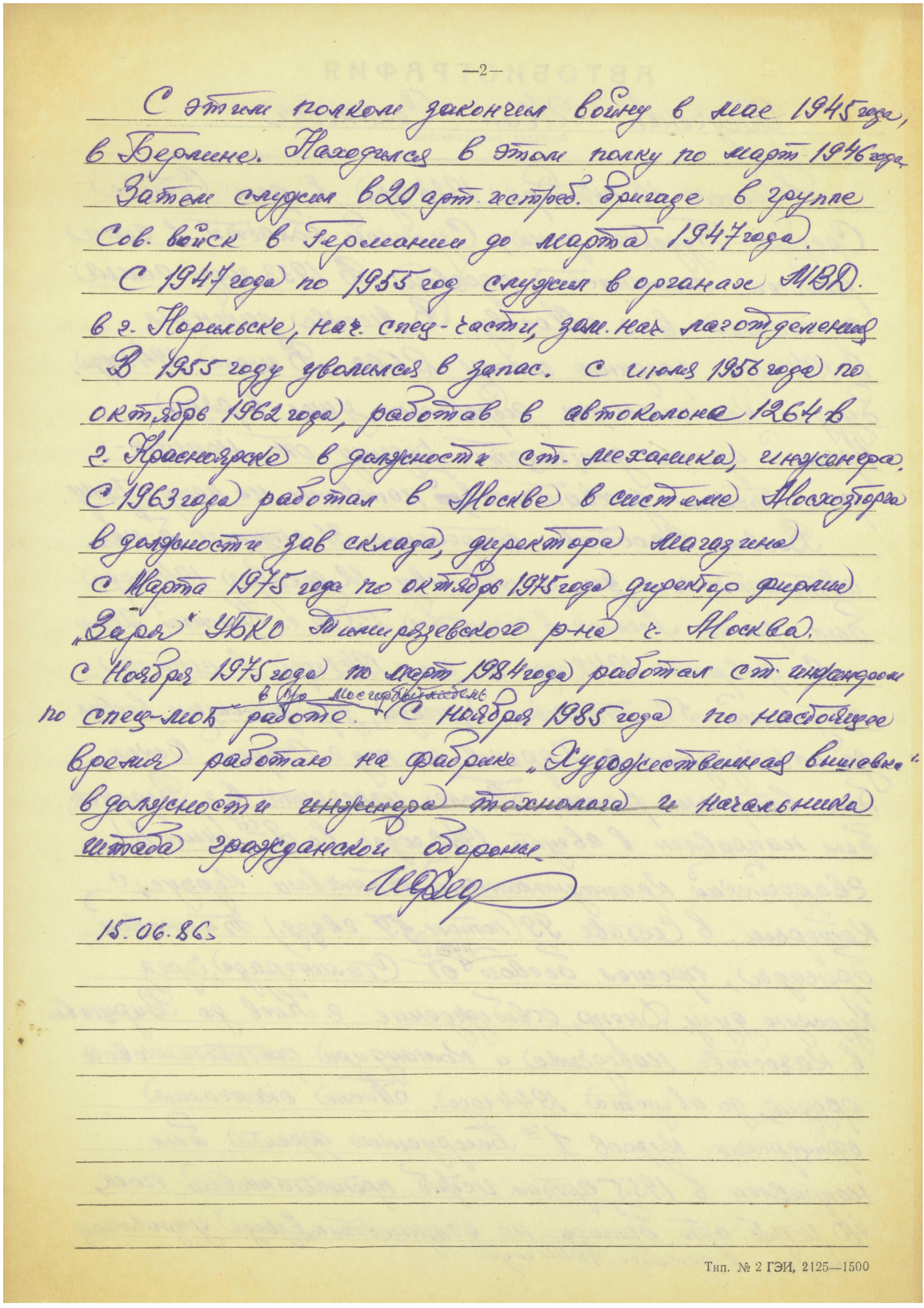
Автобиография И. С. Федченко, ч. 2

## Награды и звания
- Герой Советского Союза (3.6.1944).
- Орден Ленина.
- Медаль «Золотая Звезда».
- Три Ордена Отечественной войны I степени.
- Орден Отечественной войны II степени.
- Два Ордена Красной Звезды.
- Медали.

## Память
- В Марьина Горка (Беларусь). Мемориал в честь 8-й Гвардейской Краснознаменной танковой дивизии. Один из памятных знаков посвящён Герою.

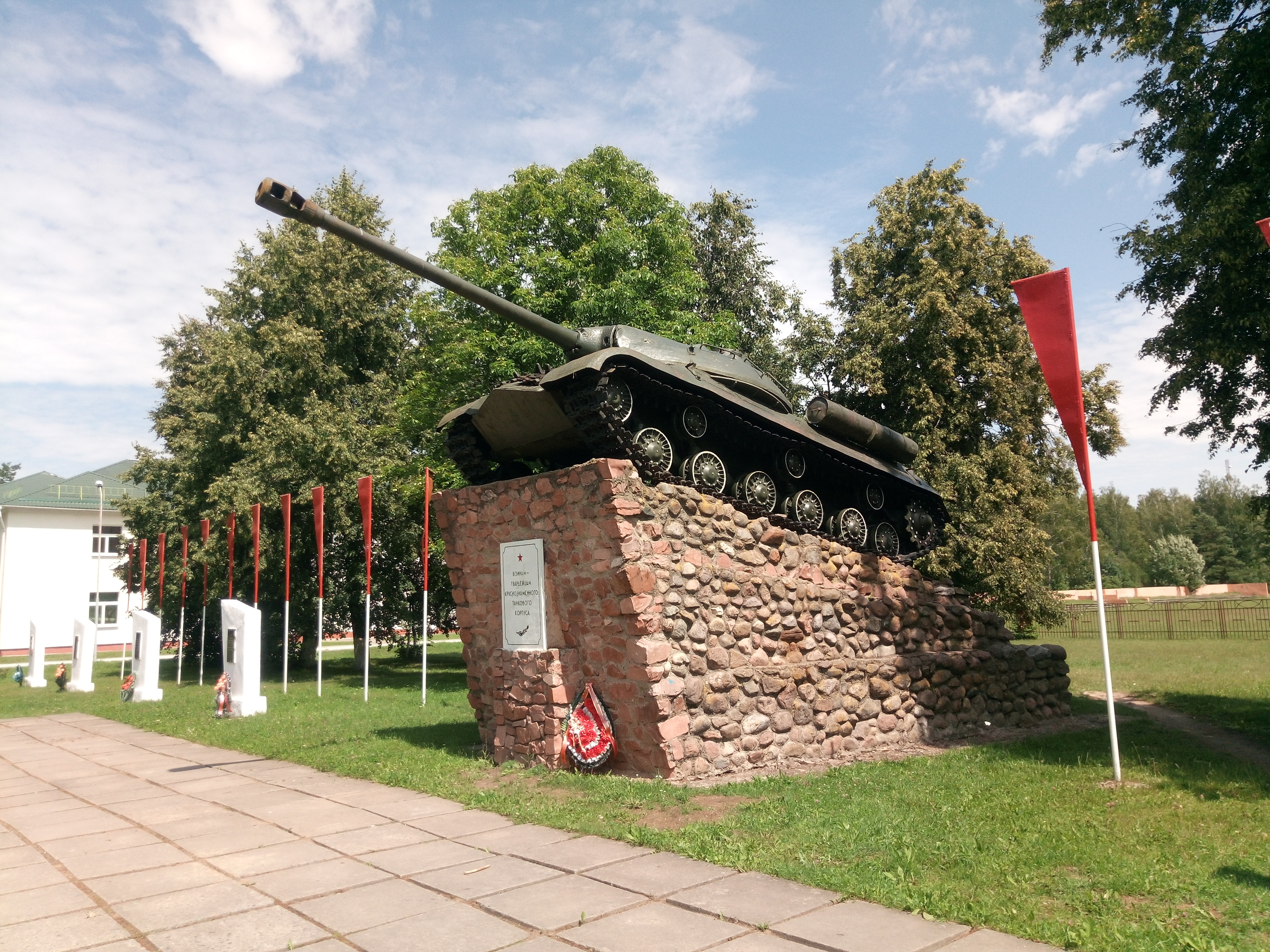
Марьина Горка. Памятник воинам-гвардейцам Краснознамённого танкового корпуса.
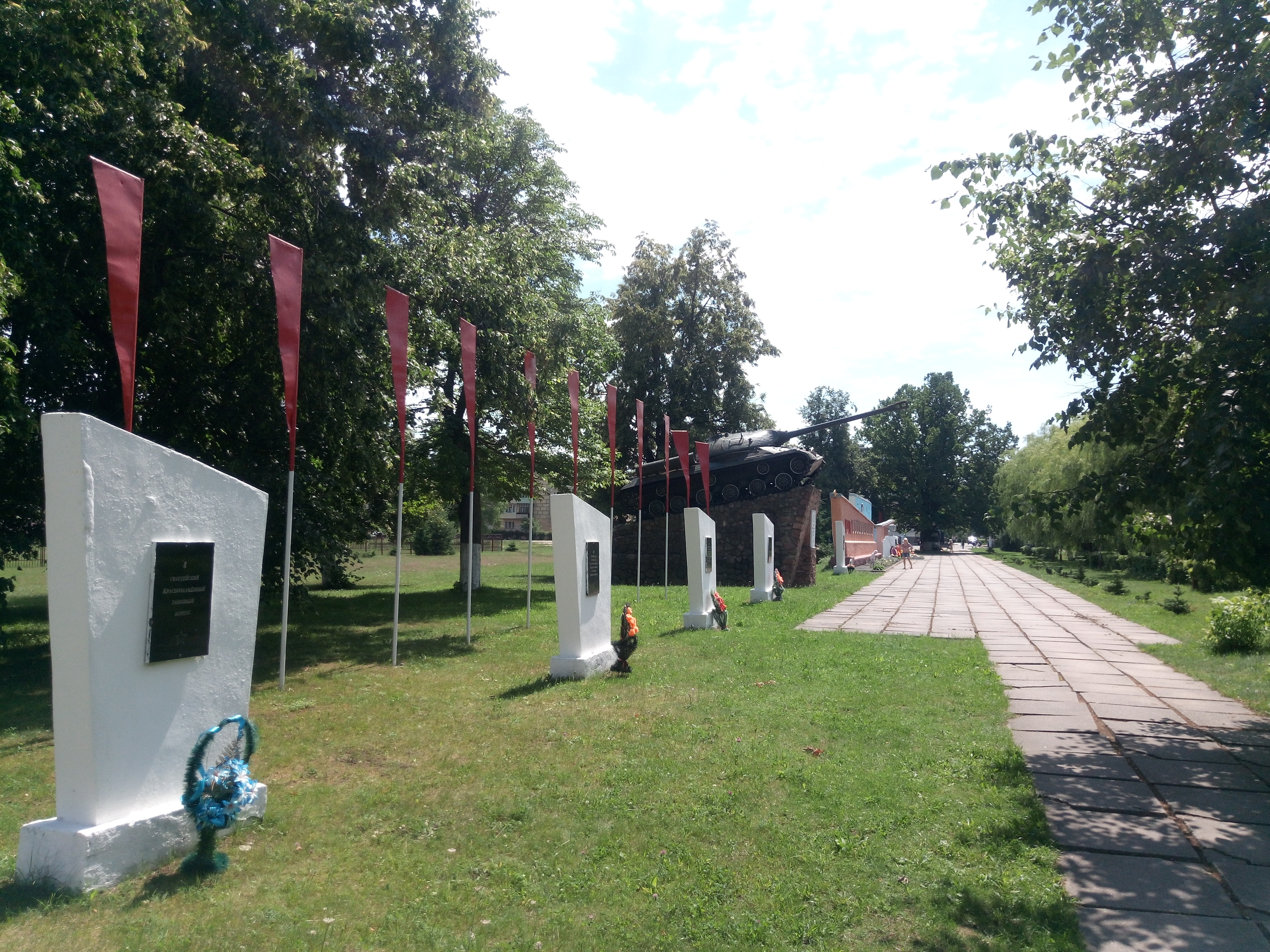
Марьина Горка. Мемориал 8-й танковой дивизии.
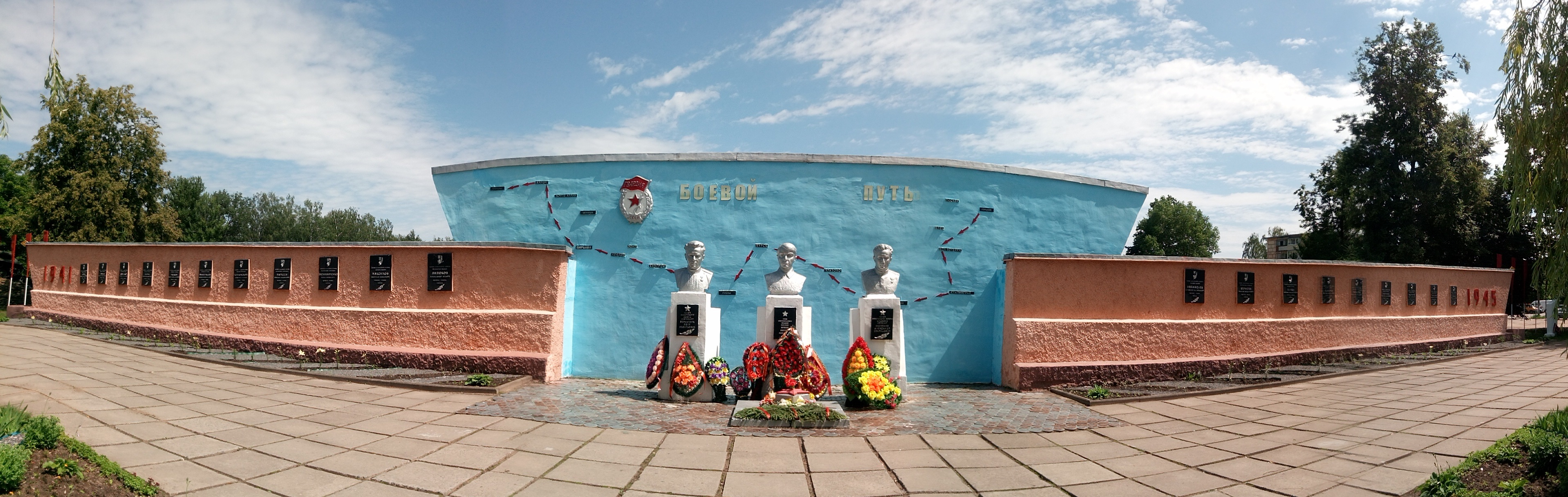
Марьина Горка. Мемориал 8-й танковой дивизии.
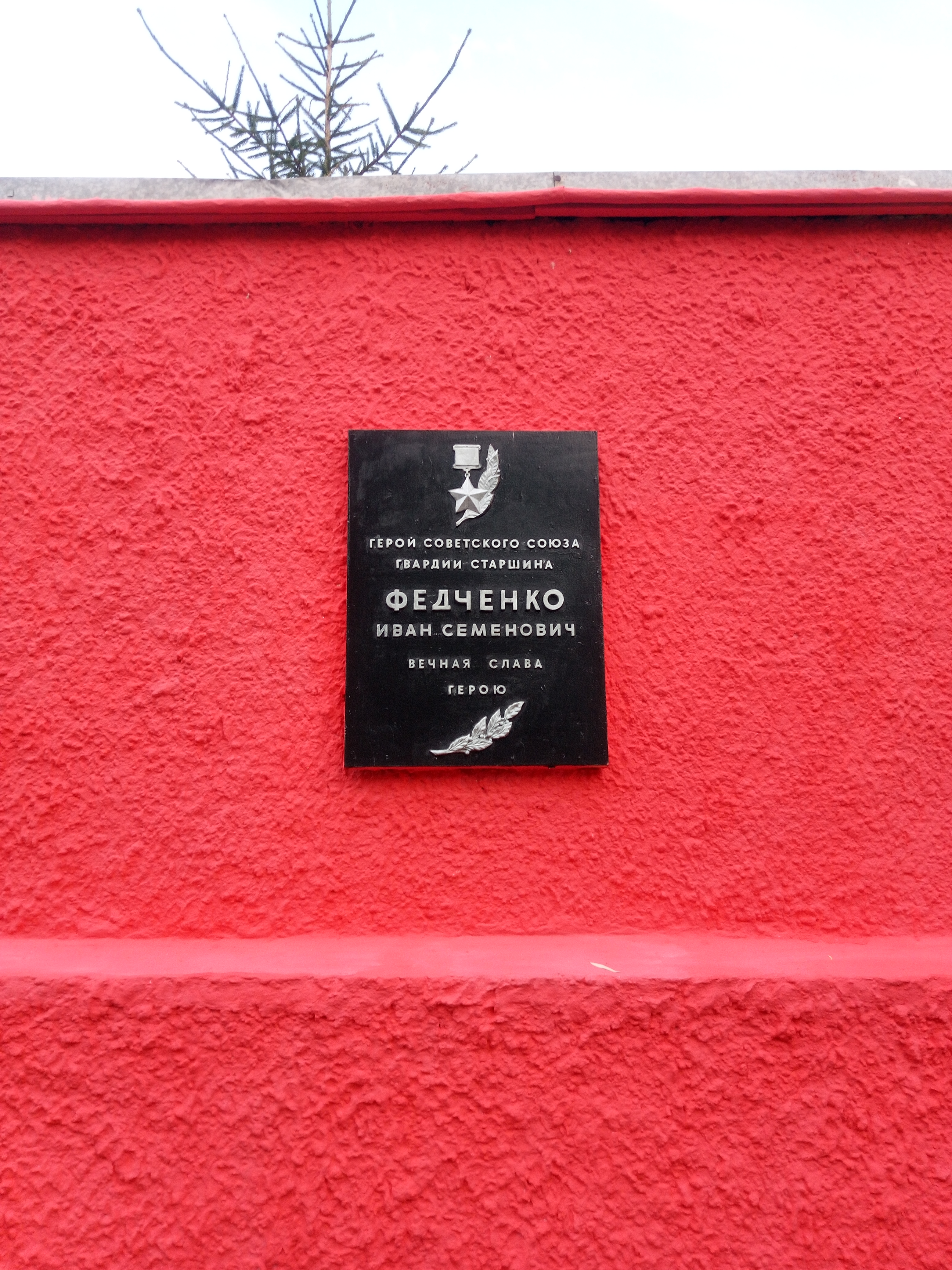
Марьина Горка. Мемориал 8-й танковой дивизии. Памятная доска.